# 名古屋市立南押切小学校
名古屋市立南押切小学校（なこやしりつ みなみおしきりしょうがっこう）は、名古屋市西区則武新町二丁目の公立小学校。

## 通学区域
- 則武新町一丁目（一部）[1]
- 則武新町二丁目（一部）[1]
- 則武新町三丁目（一部）[1]
- 名西一丁目（一部）[1]

## 進学先中学校
- 名古屋市立天神山中学校[2]